# Elecciones presidenciales de Estados Unidos de 1984
La elección presidencial de Estados Unidos de 1984 fue la contienda electoral en donde se reeligió al presidente Ronald Reagan, del Partido Republicano, quien ganó por un margen aplastante a su oponente, Walter Mondale, aspirante a la presidencia por el Partido Demócrata.
Reagan obtuvo una victoria aplastante en la reelección, con 49 de los 50 estados. Mondale ganó solo su estado natal de Minnesota y el Distrito de Columbia. Reagan ganó 525 de los 538 votos electorales, la mayor cantidad de cualquier candidato presidencial en la historia de Estados Unidos. En términos de votos electorales, esta fue la segunda elección presidencial más desigual en la historia moderna de Estados Unidos desde la victoria de Franklin D. Roosevelt sobre Alf Landon en 1936 e igualando la victoria de Nixon sobre McGovern en 1972. 
Hasta la fecha Ronald Reagan es el último republicano en ganar Hawaii, Massachusetts, Nueva York, Oregón, Rhode Island y Washington.

## Candidatos

### Partido Republicano
El Partido Republicano proclamó como candidato al presidente Ronald Reagan, para que se presentara a la reelección junto con su vicepresidente George H. W. Bush, otros posibles candidatos republicanos fueron:

El republicano de la Asamblea Nacional Hispana Ben Fernandez de California
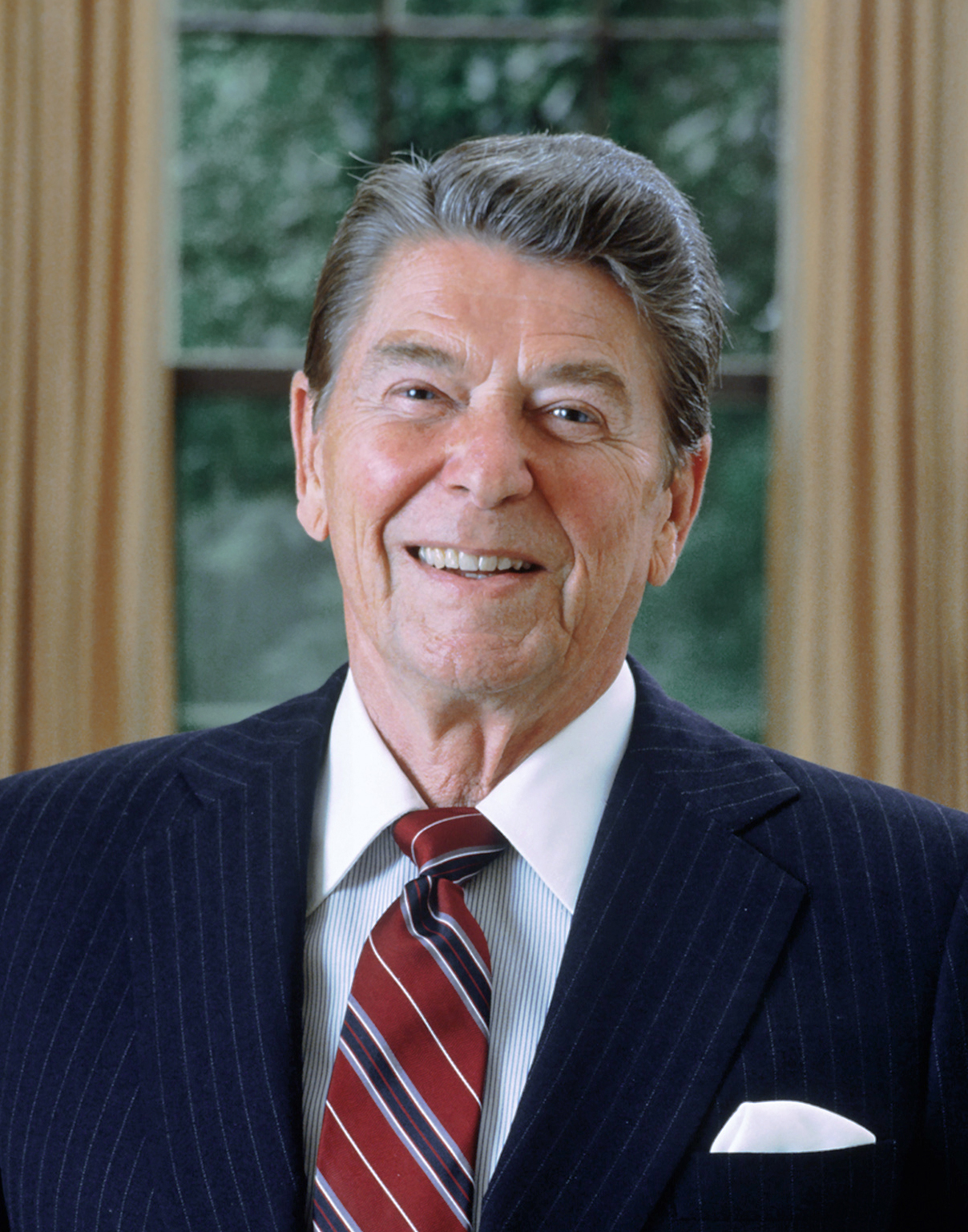
Presidente Ronald Reagan
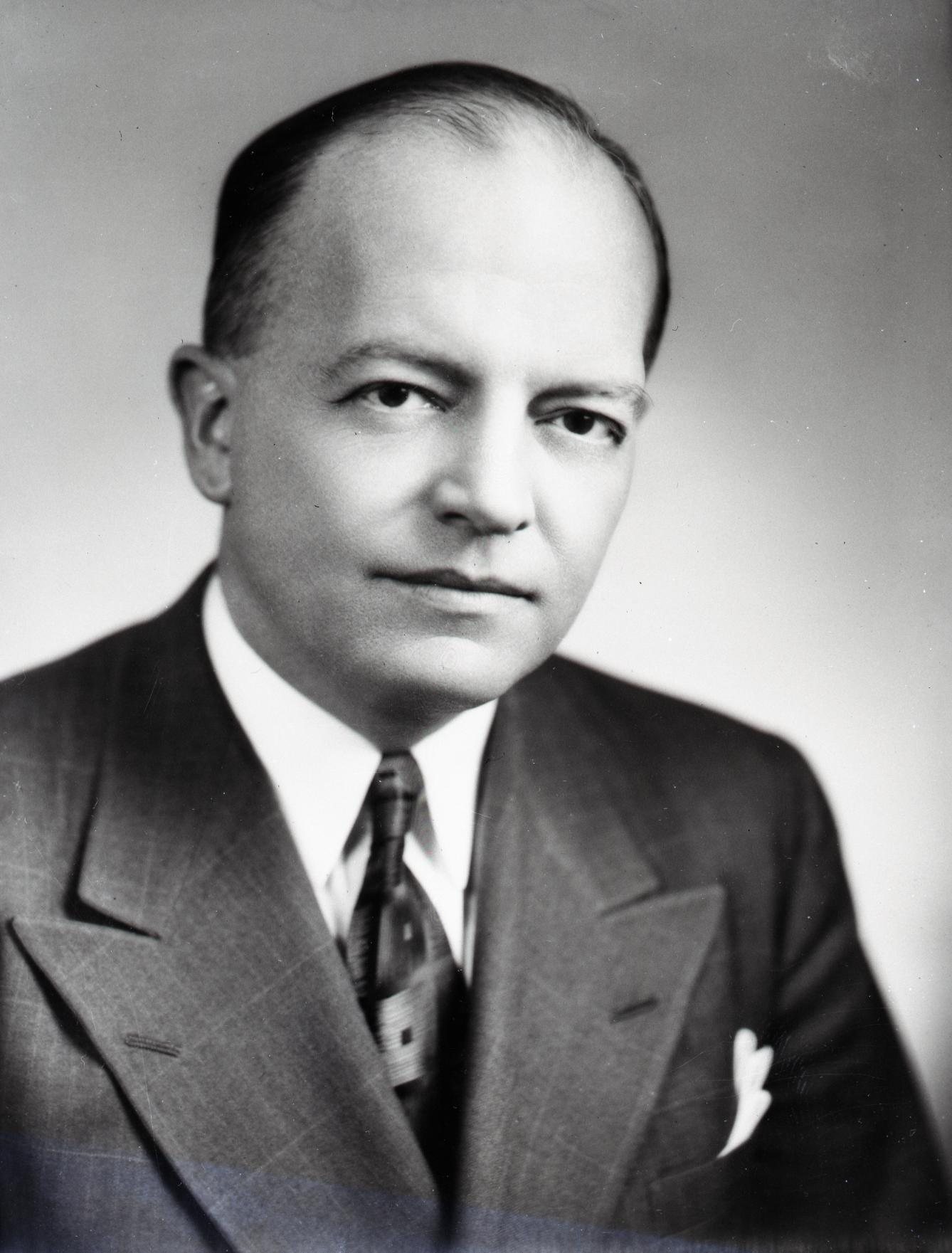
Ex Gobernador Harold Stassen de Minnesota.

### Partido Demócrata
Candidatos para la nominación por parte del Partido Demócrata:
- Reubin O'Donovan Askew, ex Gobernador de Florida.
- Alan Cranston, senador por California.
- John Glenn, senador por Ohio.
- Jesse Jackson, activista por los derechos civiles Chicago, Illinois.
- Gary Hart, senador por Colorado.
- Ernest Hollings, senador por Carolina del Sur.
- George McGovern, exsenador por Dakota del Sur y nominado candidato demócrata para las elecciones presidenciales de 1972.
- Walter Mondale, exvicepresidente exsenador por Minnesota.

El exvicepresidente Walter Mondale fue proclamado como candidato del Partido Demócrata. Eligió como compañera de fórmula a la Representadora Estatal Geraldine Ferraro de New York, siendo la primera mujer candidata a vicepresidente. La estrategia de Mondale era arrebatar a Reagan en las presidenciales, sin embargo Ferraro no causó conmoción y la derrota demócrata de 1984 ha sido una de las más duras que ha sufrido este partido en la historia.

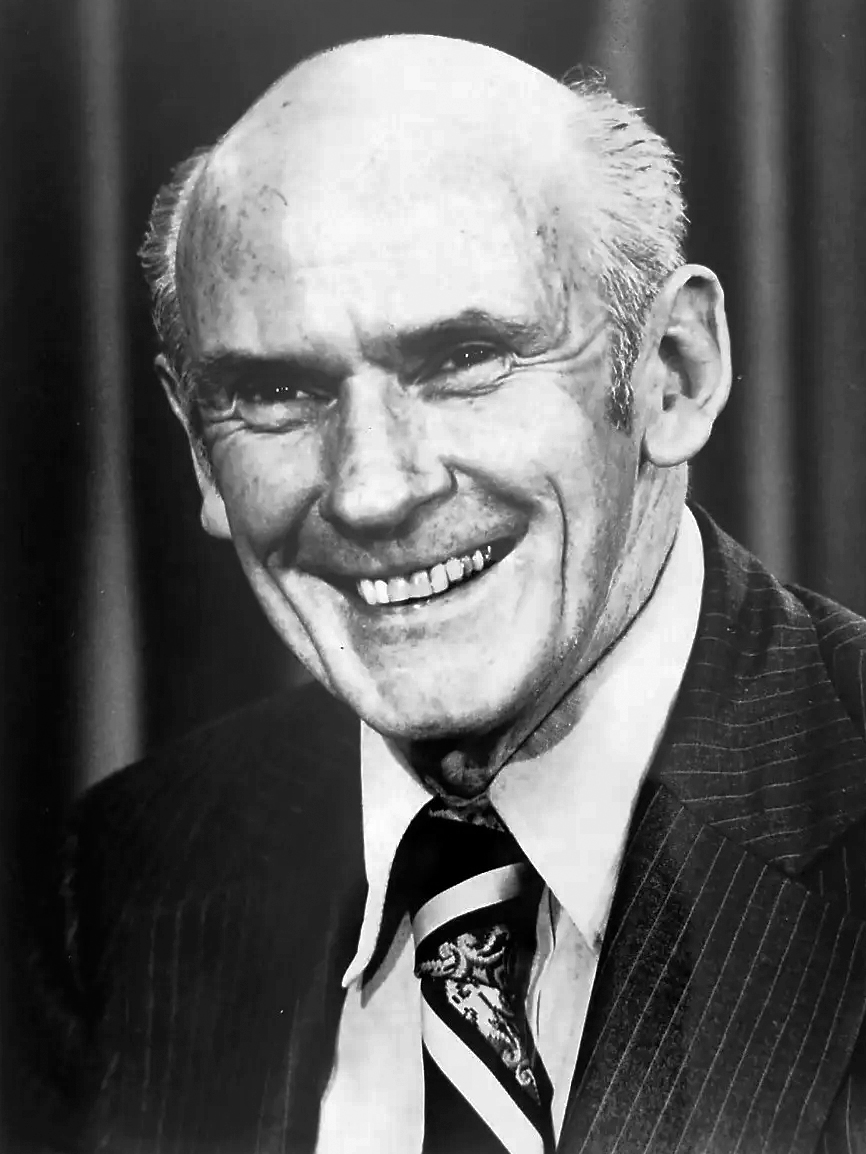
Senador Alan Cranston de California
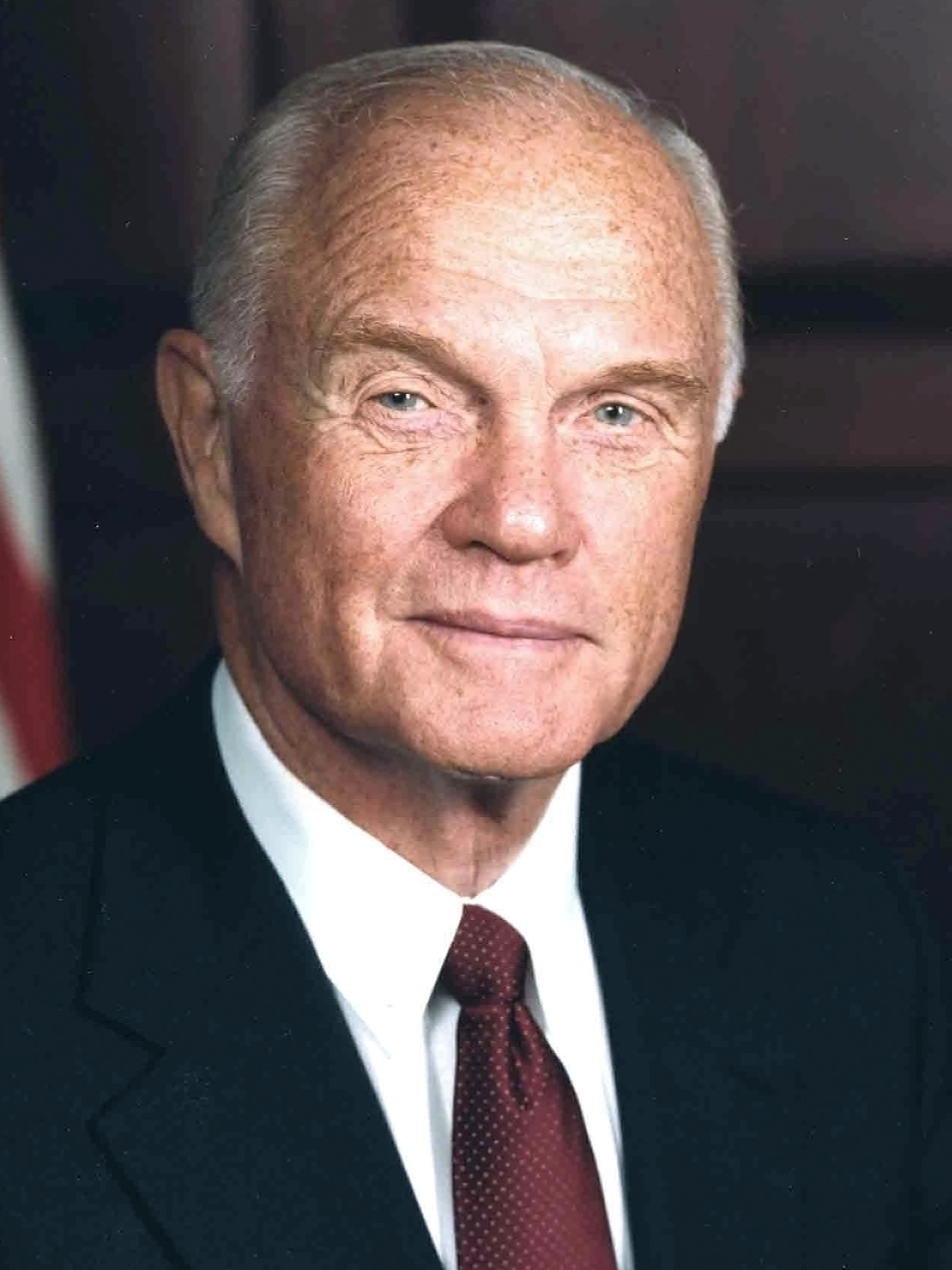
Senador John Glenn de Ohio
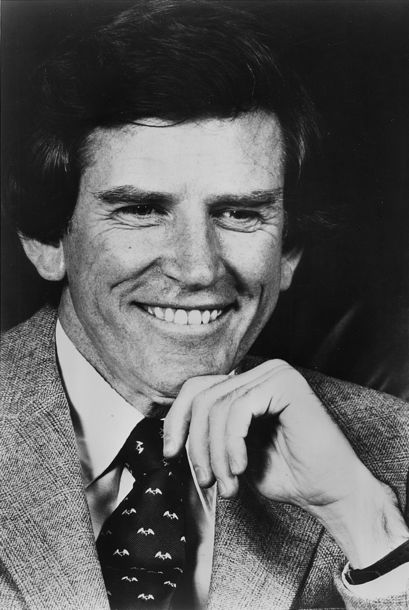
Senador Gary Hart de Colorado
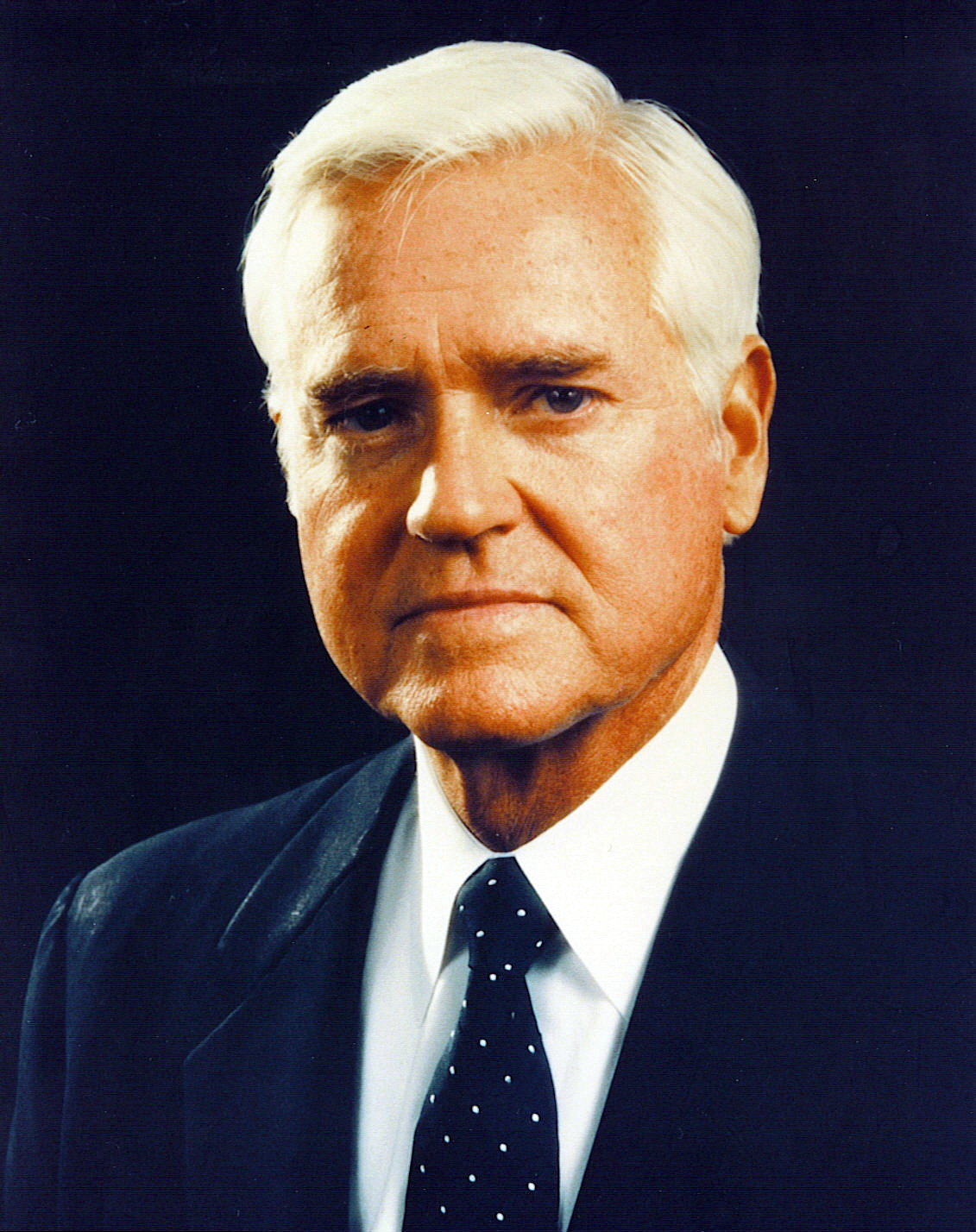
Senador Ernest Hollings de Carolina del Sur
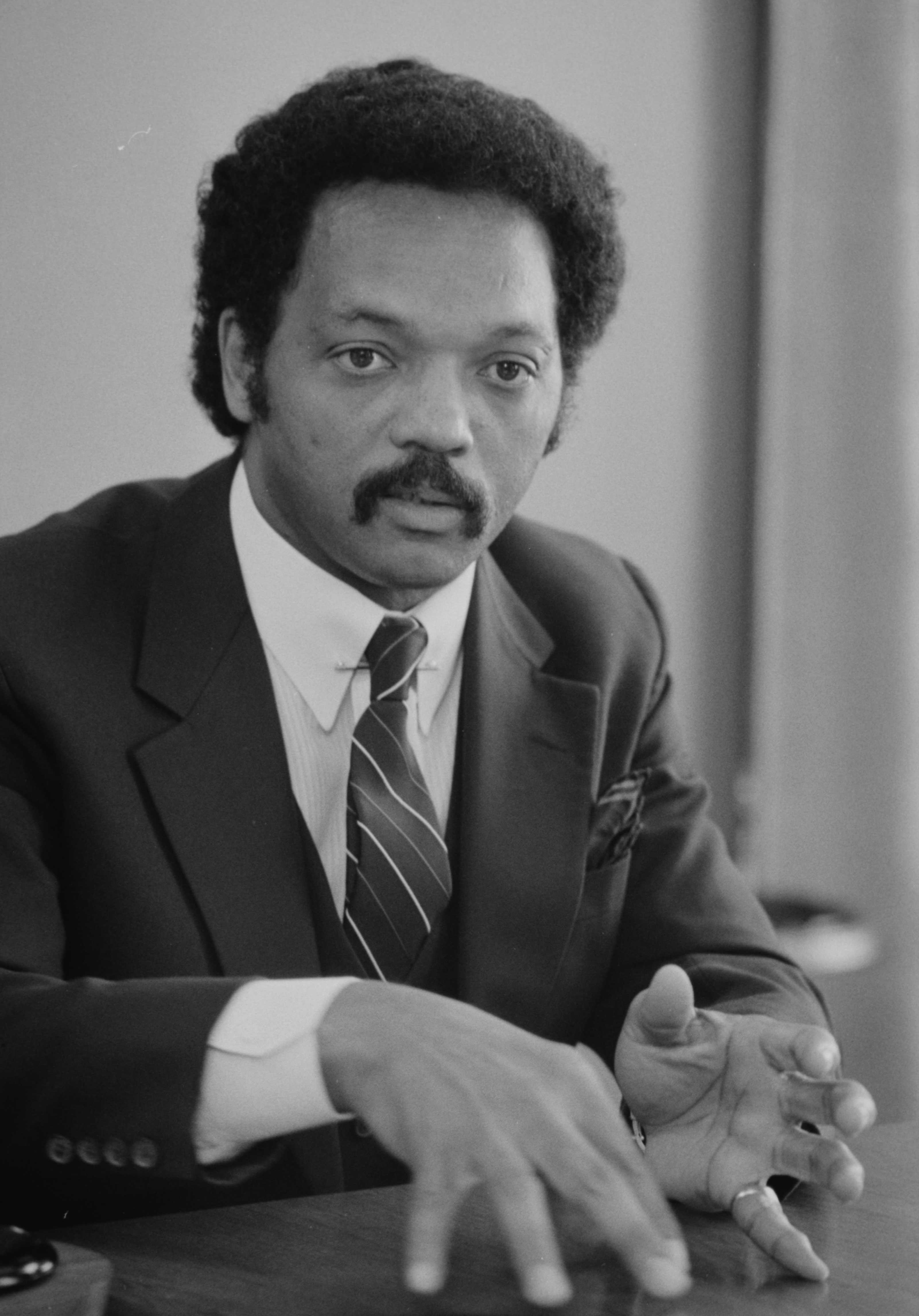
El activista civil Jesse Jackson de Illinois
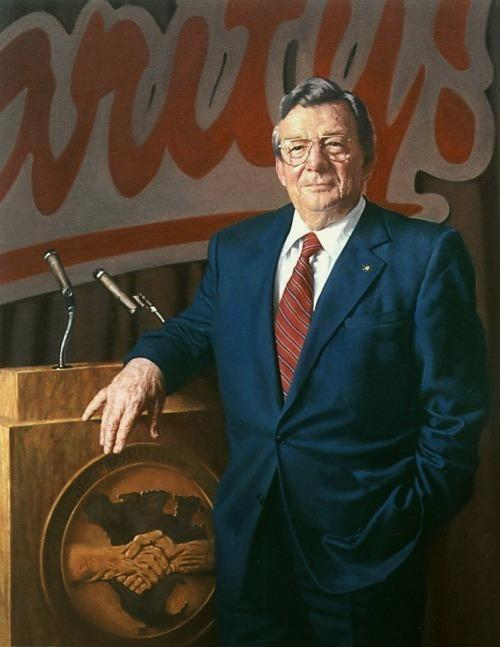
Lane Kirkland de Carolina del Sur
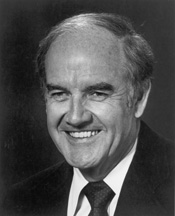
Senador y candidato presidencial de 1972 George McGovern de Dakota del Sur
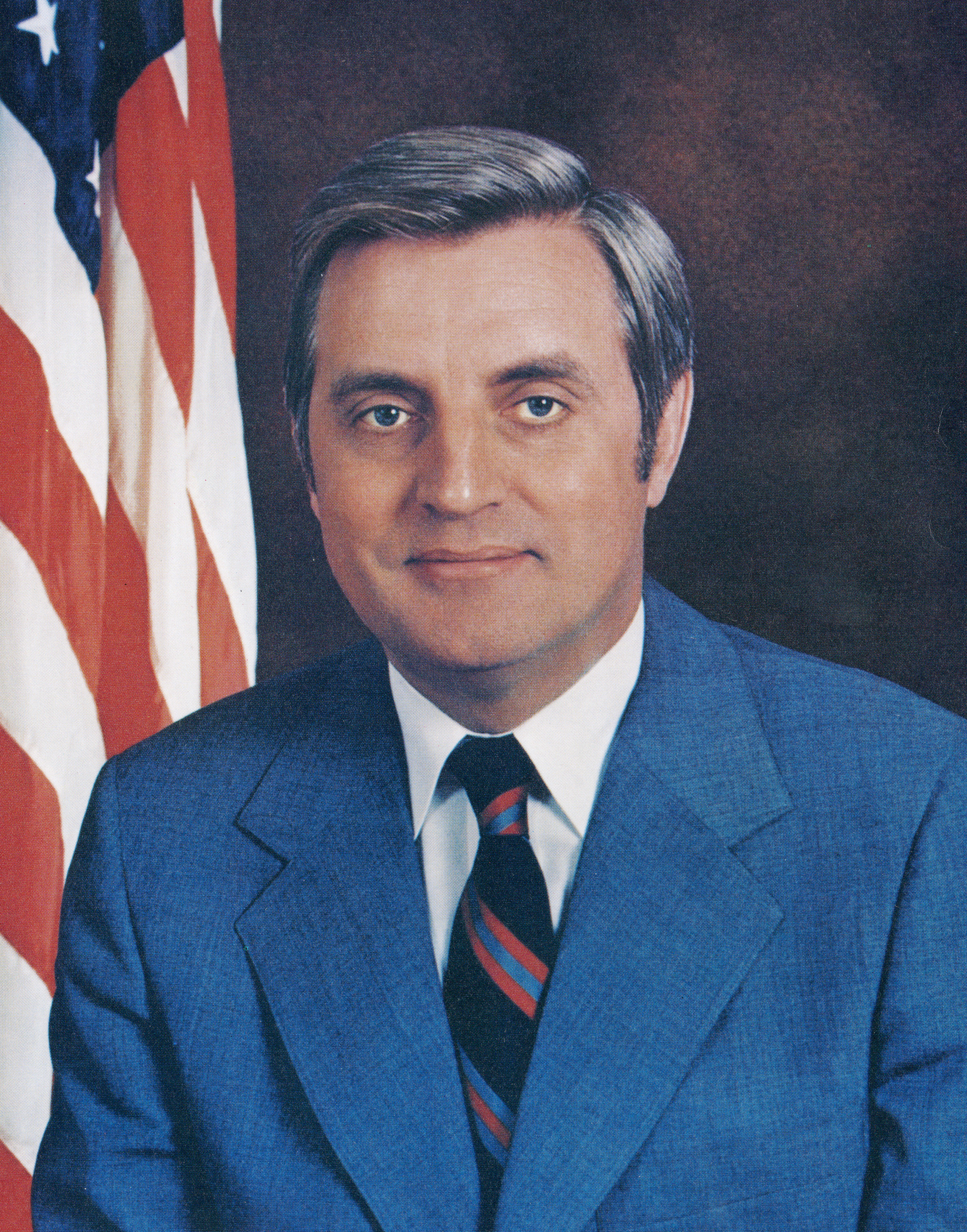
El Vicepresidente Walter Mondale de Minnesota

## Campaña
Tras las elecciones en las "primarias" de los dos principales partidos políticos de Estados Unidos, se inició la campaña presidencial. Mondale insistió en promover una política de desarme nuclear para atraer la buena voluntad de la Unión Soviética, así como políticas de igualdad entre hombres y mujeres, así como en beneficio de las minorías étnicas o sociales. Otra oferta importante fue reducir el déficit presupuestal de la administración de Ronald Reagan, rechazando el aumento de los gastos estatales en armamento.
Pese a estas promesas, de Reagan inició una campaña publicitaria que resultó ser muy efectiva, criticando la oferta de Mondale del desarme nuclear, y replicando que dicha conducta no aseguraba mejores relaciones con la URSS; en tal sentido la campaña de Reagan lanzó un anuncio de televisión titulado "Bear in the woods" ("Oso en los bosques", en español) donde se mostraba un oso pardo en los bosques de las Montañas Rocosas, destacando que no había certeza alguna si dicho animal podría ser pacífico o agresivo en su hábitat natural y comparando al oso con la Unión Soviética. 
El Partido Republicano también lanzó el anuncio televisivo "Morning in America", mostrando escenas de trabajadores estadounidenses marchando a sus empleos y un narrador optimista que describía tales escenas como el fin del estancamiento económico sufrido durante la administración de Jimmy Carter, pidiendo a los votantes mantener su apoyo a Reagan para conservar la prosperidad económica recobrada, pronunciando el lema "Prouder, stronger, better" (en español: "Más orgulloso, más fuerte, mejor").
Las políticas económicas de Reagan habían dado a dicho presidente una mayor popularidad entre amplias masas de estadounidenses de clase media y de clase obrera, a lo cual contribuía también su imagen de rechazo a las pretensiones de la URSS en política exterior durante la Guerra Fría. Por su parte, Mondale fue percibido como defensor de minorías sociales y no de las mayorías que habían sostenido el voto demócrata durante varias décadas, dando lugar al fenómeno de los Demócratas por Reagan, que decidieron en gran parte el resultado electoral favorable al Partido Republicano.

## Resultados detallados
| Candidato presidencial | Candidato presidencial | Partido                | Estado natal           | Voto popular           | Voto popular | Voto Electoral | Compañero de fórmula | Estado natal del compañero | Voto electoral RM |
| Candidato presidencial | Candidato presidencial | Partido                | Estado natal           | Conteo                 | Pct          | Voto Electoral | Compañero de fórmula | Estado natal del compañero | Voto electoral RM |
| ---------------------- | ---------------------- | ---------------------- | ---------------------- | ---------------------- | ------------ | -------------- | -------------------- | -------------------------- | ----------------- |
|                        | Ronald Reagan          | Republicano            | California             | 54,455,472             | 58.77%       | 525            | George H. W. Bush    | Texas                      | 525               |
|                        | Walter Mondale         | Demócrata              | Minnesota              | 46,802,270             | 40.56%       | 13             | Geraldine Ferraro    | Nueva York                 | 13                |
|                        | David Bergland         | Libertario             | California             | 228,111                | 0.25%        | -              | Jim Lewis            |                            | -                 |
| Otro                   | Otro                   | Otro                   | Otro                   | 392,298                | 0.42%        | –              | Otro                 | Otro                       | –                 |
| Total                  | Total                  | Total                  | 101,878,151            | 100 %                  | 538          |                |                      |                            | 538               |
| Necesitados para ganar | Necesitados para ganar | Necesitados para ganar | Necesitados para ganar | Necesitados para ganar | 270          |                |                      |                            | 270               |

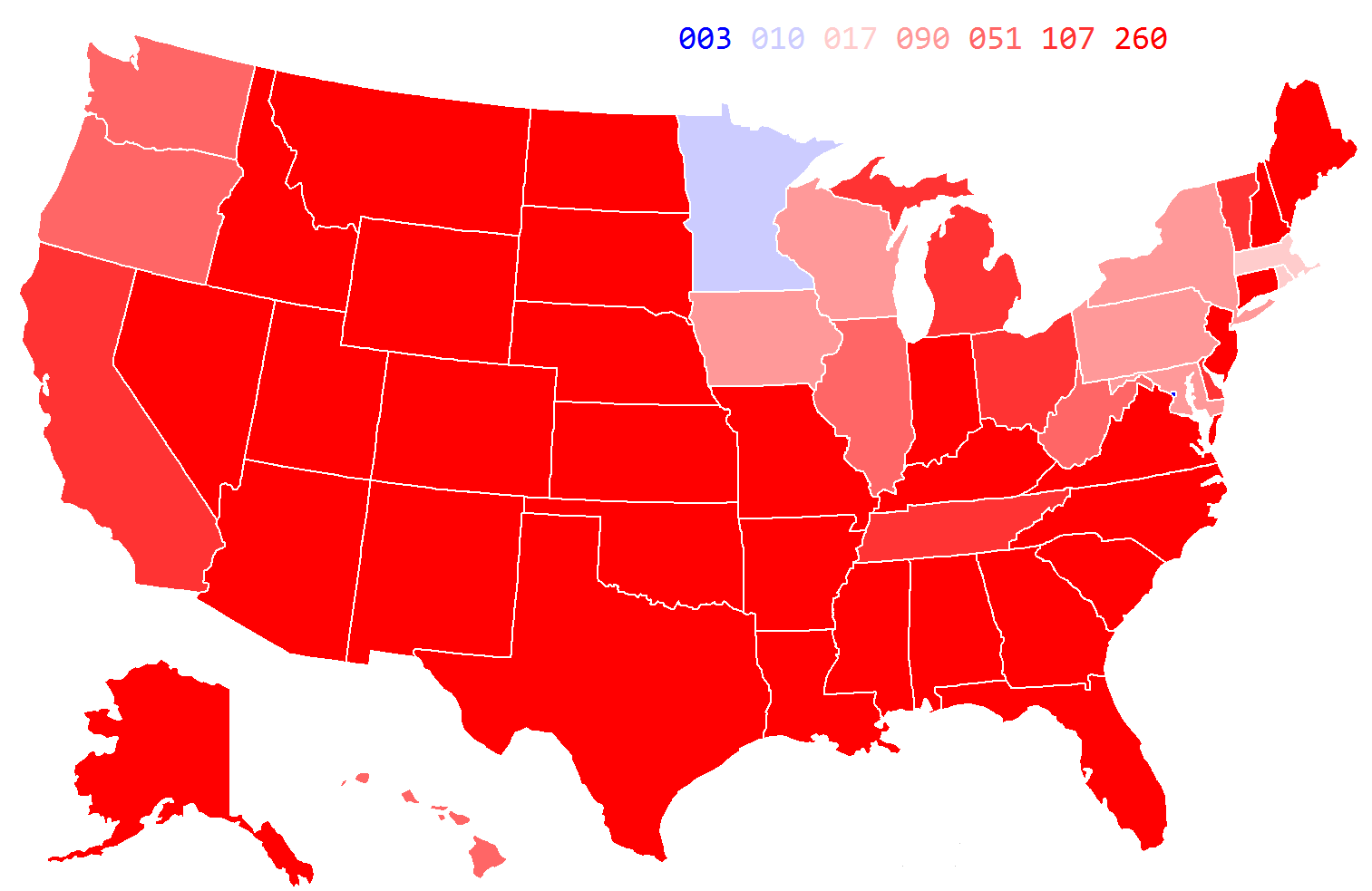
Margen de la victoria en cada estado

La popularidad de Ronald Reagan durante su anterior administración empezada en 1981 y el crecimiento económico de esos años le trajo un gran número de votantes, mientras que gran parte del electorado rechazaba el estancamiento económico asociado a la anterior gestión del Partido Demócrata en los años de Jimmy Carter, herencia de la cual no se había librado el candidato Walter Mondale. 
De hecho, los resultados fueron ampliamente favorables a los republicanos, al punto de haber ganado en todos los Estados de la Unión a excepción de Minnesota y el Distrito de Columbia, únicos lugares donde los demócratas obtuvieron mayorías. Así, Ronald Reagan ganó la opción para ejercer por un período más desde 1985 hasta 1989, siendo el presidente de mayor edad al asumir el cargo el 20 de enero de 1985 (73 años) hasta la llegada de Joe Biden el 20 de enero de 2021 (78 años).